# Adam Lipszyc
Adam Lipszyc (ur. 1975) – polski tłumacz, doktor habilitowany nauk filozoficznych, profesor nadzwyczajny w Instytucie Filozofii i Socjologii Polskiej Akademii Nauk, badacz twórczości Waltera Benjamina.

## Życiorys
Stypendysta Fundacji im. Stefana Batorego, stażysta na Oksfordzie (1997) oraz w Instytucie Nauk o Człowieku w Wiedniu (2002). Za opracowanie i współtłumaczenie wyboru esejów Gershoma Scholema Żydzi i Niemcy otrzymał w roku 2006 nagrodę Allianz Kulturstiftung. W 2009 roku laureat nagrody „Literatury na Świecie” za książkę Ślad judaizmu w filozofii XX wieku. W 2010 roku ta sama książka została nominowana do Nagrody Literackiej Gdynia. Nominowany do Nagrody Literackiej Gdynia 2012 za książkę Rewizja procesu Józefiny K. i inne lektury od zera. Laureat Nagrody Literackiej Gdynia (2013) za książkę Sprawiedliwość na końcu języka. Czytanie Waltera Benjamina. Nominowany do Nagrody Literackiej Nike 2019 za Czerwone listy. Eseje frankistowskie o literaturze polskiej.
W 2003 roku uzyskał stopień naukowy doktora za pracę pt. Koncepcja podmiotowości w pismach Harolda Blooma, w 2013 uzyskał stopień naukowy doktora habilitowanego za pracę pt. Sprawiedliwość na końcu języka. Czytanie Waltera Benjamina. 
Od 2019 członek kapituły Nagrody Literackiej Gdynia. Od 2022 kierownik Ośrodka Myśli Psychoanalitycznej przy Instytucie Filozofii i Socjologii Polskiej Akademii Nauk. Od 2023 przewodniczący Rady Naukowej Instytutu Filozofii i Socjologii Polskiej Akademii Nauk. 
Syn byłego ambasadora, japonisty, wykładowcy i tłumacza Henryka Lipszyca oraz pisarki i tłumaczki – Katarzyny Akst-Lipszyc. Brat Pawła i Michała. 

## Publikacje
- Melville. Ostatki tożsamości, Warszawa, Państwowy Instytut Wydawniczy, 2022, ISBN 978-83-8196-373-2
- Freud: logika doświadczenia. Spekulacje marańskie, Warszawa: Wydawnictwo Instytutu Badań Literackich PAN, 2019, ISBN 978-83-66076-44-0
- Czerwone listy. Eseje frankistowskie o literaturze polskiej, Kraków: Wydawnictwo Austeria, 2018, ISBN 978-83-7866-147-4
- Czas wiersza. Paul Celan i teologie literackie, Kraków: Wydawnictwo Austeria, 2015, ISBN 978-83-7866-137-5.
- Sprawiedliwość na końcu języka. Czytanie Waltera Benjamina, Kraków: Universitas, 2012,ISBN 978-83-242-1728-1.
- Rewizja procesu Józefiny K. i inne lektury od zera, Warszawa: Wydawnictwo Sic!, 2011, ISBN 978-83-61967-22-4.
- Ślad judaizmu w filozofii XX wieku, Warszawa: Fundacja imienia Profesora Mojżesza Schorra, 2009, ISBN 83-923264-7-4.
- Międzyludzie: koncepcja podmiotowości w pismach Harolda Blooma z nieustającym odniesieniem do podmiotoburstwa, Kraków: Universitas, 2004, ISBN 83-242-0319-2.